# We Are the Best!
Pour plus de détails, voir Fiche technique et Distribution.
We Are the Best! (Vi är bäst!) est un film suédois réalisé par Lukas Moodysson, sorti en 2013. Il fait partie de la sélection au Festival international du film de Toronto 2013. C'est l'adaptation de la bande dessinée Aldrig godnatt (Jamais Bonne Nuit) de Coco Moodysson publié en 2008.

## Synopsis
En 1982 à Stockholm, Bobo et Klara sont fan de punk. Mais à 13 ans, toutes leurs copines de classe dansent le disco. 

Préférant aller à la maison des jeunes pour s'amuser, elles se prennent au jeu de former un groupe de punk pour faire taire un groupe de metal qui joue dans la seule salle de répétition. Mais s’apercevant rapidement de leurs faiblesses musicales, elle débauchent Hedvig, virtuose de la guitariste classique et de surcroit chrétienne pratiquante.

## Fiche technique
- Titre original : Vi är bäst!
- Titre français : We Are the Best!
- Réalisation : Lukas Moodysson
- Scénario : Lukas Moodysson d'après Coco Moodysson
- Pays d'origine : Suède
- Format : Couleurs - 35 mm - 1,85:1 - Dolby
- Genre : drame
- Durée : 102 minutes
- Date de sortie :
  - 9 septembre 2013 : Festival international du film de Toronto 2013
  - 11 octobre 2013 :  Suède
  - 4 juin 2014 :  France

## Distribution
- Mira Barkhammar : Bobo
- Mira Grosin : Klara
- Liv LeMoyne : Hedvig
- Johan Liljemark : Kenneth
- Mattias Wiberg : Roger
- Jonathan Salomonsson : Elis
- Alvin Strollo : Mackan
- Anna Rydgren : la mère de Bobo
- Peter Eriksson : le père de Bobo
- Charlie Falk : Linus
- Lena Carlsson : la mère de Klara
- David Dencik : le père de Klara
- Emrik Ekholm : le petit frède de Klara
- Ann-Sofie Rase : la mère d'Hedvig
- Lily Moodysson : la petite sœur d'Hedvig

## Distinctions

### Récompenses
- Festival international du film de Dublin 2014 : meilleures actrices pour Mira Barkhammar, Mira Grosin et Liv LeMoyne
- National Board of Review Awards 2014 : top 2014 des meilleurs films étrangers
- Women Film Critics Circle Awards 2014 : Meilleure jeune actrice pour Mira Grosin

### Nominations
- Vancouver Film Critics Circle Awards 2015 : meilleur film en langue étrangère